# 福特級核動力航空母艦
傑拉爾德·R·福特級航空母艦（Gerald R. Ford-class aircraft carriers，簡稱福特級航空母艦）是美國海軍最新的次世代超級航空母艦，也是美國海軍第三代核動力航空母艦。在同級一號艦福特號（USS Gerald R. Ford CVN-78）正式定名之前，此級航艦原本被稱為CVN-X（「X」代表「次世代」之意），稍後又改為CVN 21未來航艦計畫（CVN 21 Future Aircraft Carrier Program，其中「21」意指這是進入21世紀之後的第一個航空母艦設計）。福特級的首艘航母福特号已于2017年7月22日開始服役，並計劃在2058年之前建造10艘同級艦以取代2012年退役的企業級航空母艦和現有的尼米茲級航空母艦。

## 特色
福特級的設計重點包括：
- 新的推進系統設計將能有效減少動力部門在運轉與維護方面所需的人員編制達50%
- 電磁彈射器取代蒸汽彈射器，效率更高，加速過程均勻，提高了艦載機結構壽命。
- 先進的降落攔截索系統，以電磁方式提供攔截力回收，電腦可控制力量平均施於攔截期間，也不再需要調整重物以攔截不同重量的艦載機
- 改良的武器與物資操作設計，能在航艦上更有效地運送、調度彈藥或後勤物資，大幅提昇後勤效率，其11条先進的線性馬達武器電梯保證了隔間的水密性，還一度導致航舰延後服役[8]。
- 改良且加大的飛行甲板，能大幅提升出擊率，由每日最多160架次提升到220架次
- 較小風阻艦島的空氣動力設計，同時仍然可以容納由DD(X)計畫所發展出的新式雙頻雷達（Dual Band Radar，DBR）
- 新式的整合化作戰系統（Integrated Warfare System），包括更為彈性的船艦構造設計，能根據未來的作戰任務需求，彈性地調整艦上設施的配置
- 改良型RIM-162海麻雀防空导弹發射系統[4]
- 匿蹤技術與布局減少雷達反射
- 能搭載為數75架以上的艦載機[4]，提供在海上環境保存和養護匿蹤戰機的機庫條件，包括F-35C閃電II戰鬥機、F/A-18E/F超級大黃蜂式打擊戰鬥機、EA-18G咆哮者式電子作戰機、E-2D鷹眼早期預警機、MH-60R/S騎士鷹式多用途直昇機、研發中的無人戰鬥航空載具（UCAV）等等。研發中的X-47B已成功在布希號（CVN-77）彈射起飛，預計以此為基礎的量產型將來會搭載於福特級上。[9]

## 設計
有別於以往美國海軍在設計新世代的航空母艦時，都是完全從零開始起草全新設計，福特級航艦是以目前美國海軍主力的尼米茲級核動力航空母艦之基本概念為藍本，進一步改良而成的新艦級。事實上，自尼米茲級的八號艦杜魯門號開始，每艘新艦都較先前的設計有相當程度的改良，這樣的漸進式改良手法，有助於大幅度地降低新一代航空母艦的設計費用。相對於尼米茲級，升降台從四座減少至三座，艦島設計具備匿蹤能力較尼米茲級更為緊湊且位置比尼米茲級後移大約數十米，有更大的飛行甲板面積，燃料配置以及彈藥庫重新設計，新型A1B壓水式核子反應爐發電量為尼米茲級3倍，其服役期間50年不用更換爐芯。電磁彈射器比傳統蒸氣彈射器效率更高，起降次數不受限制，乘員從尼米茲的5,680人減少至4,539人。福特級航艦的改良重點有三個主要方向，包括提升新航艦的作戰能力，改善官兵在艦上的生活品質，與降低成本。為達到這三大目標，新航艦會較現有設計增加25%的出擊率，新一代的動力來源可以產生多出三成的電力，配置整合化的作戰系統，與高度的作業自動化等等。

### 成本降低

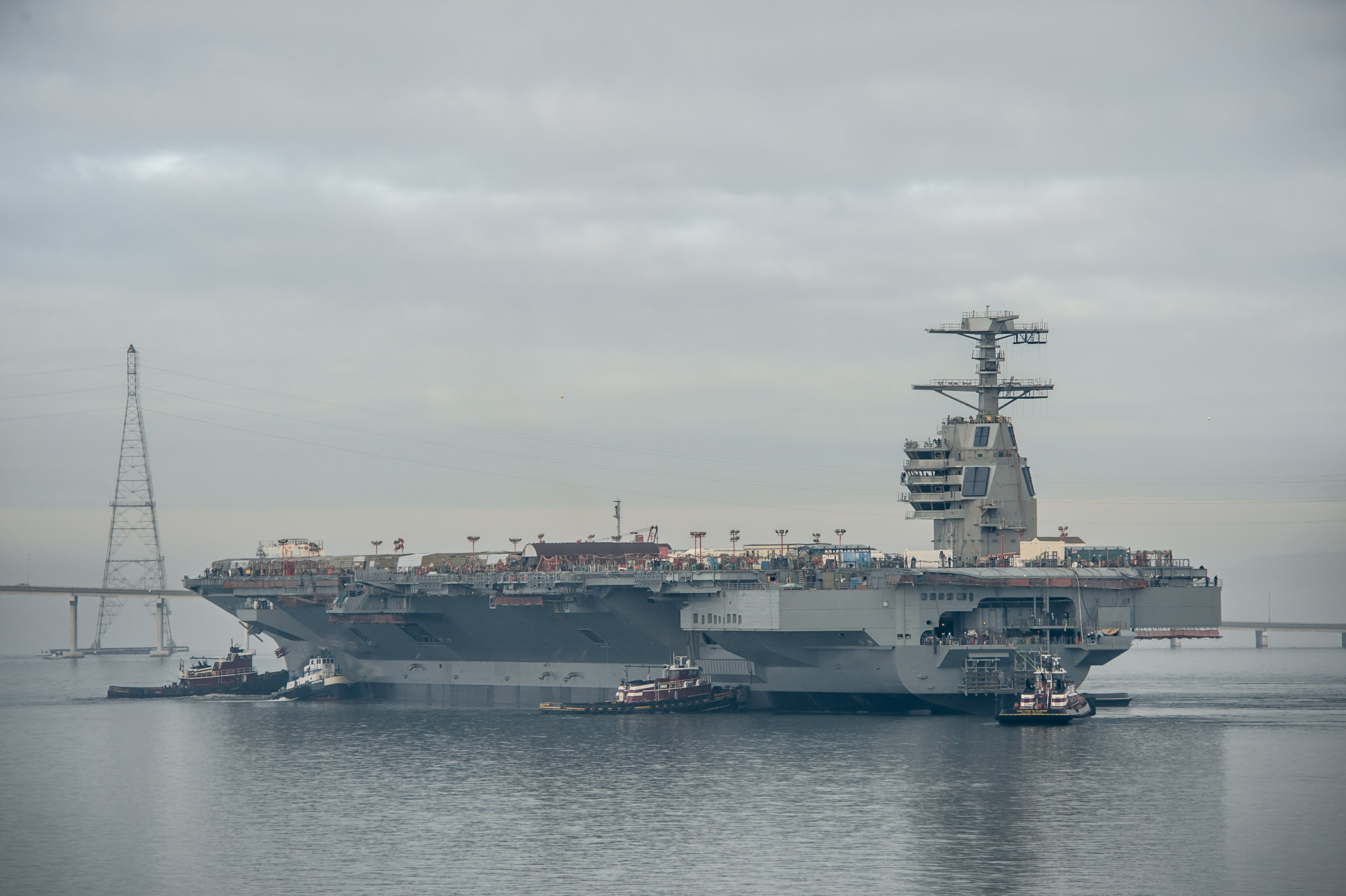
福特號在下水後移往紐波特紐斯造船廠三號碼頭，以便進行為期28個月的後續設備安裝與測試工程。

由於近年來逐年下降的國防預算比例，美國軍方如果想要保持目前所擁有的航艦戰鬥群數量，有效降低每艘新艦在開發、製造、運作與維護時所需要的費用，將是非常關鍵的一點。針對這需求，福特級航艦的設計理念非常重視成本的控制。
福特級的開發費用為56億美元，但其中有32億是用來開發此級航艦所需的新式技術與系統，真正用在海軍造艦轉換（Shipbuilding Conversion, Navy appropriation，SCN）以進行此級船艦細節設計的撥款，反而只有24億美元。建造費用方面，軍方將在2008會計年度撥款81億美元簽下一號艦福特號的建造合約，並預期在2015會計年度結束前接收新艦。與現行的尼米茲級航艦相較，光是建造費用上每艘福特級航艦就可以節省約3億美元的金額。但是後來超出預算達129億美元。
但是，船隻的建造費用通常只是成本中的一小部份而已，對於一艘規劃至少要使用達50年的航空母艦來說，平日的操作成本才是影響最大的關鍵。相對於尼米茲級航艦，福特級預計能在50年期的服役壽限中節省下大約53億美元的費用，這些費用的降低大部分都是直接或間接節省自艦上人員編制的精簡——由於更有效率的操作設計與大幅自動化，福特級較尼米茲級可以減少約1000人的船員編制，除此之外，艦上的航空大隊尚可再另外精簡約400名人力（其中大部分是地勤人員），且人員的工作負擔也將較目前的航艦設計為低。根據估計，福特級航艦50年的總操作費用預估大約為268億美元，相較之下，一艘尼米茲級航艦在2004會計年度50年的總操作費用，大約為321億美元。
2013年11月10日，一號艦福特號（CVN-78）舉行命名儀式，總建造成本為128億美元，成為美軍史上最昂貴的艦艇。這並不包括47億美元的新型航空母艦研發成本。

## 建造

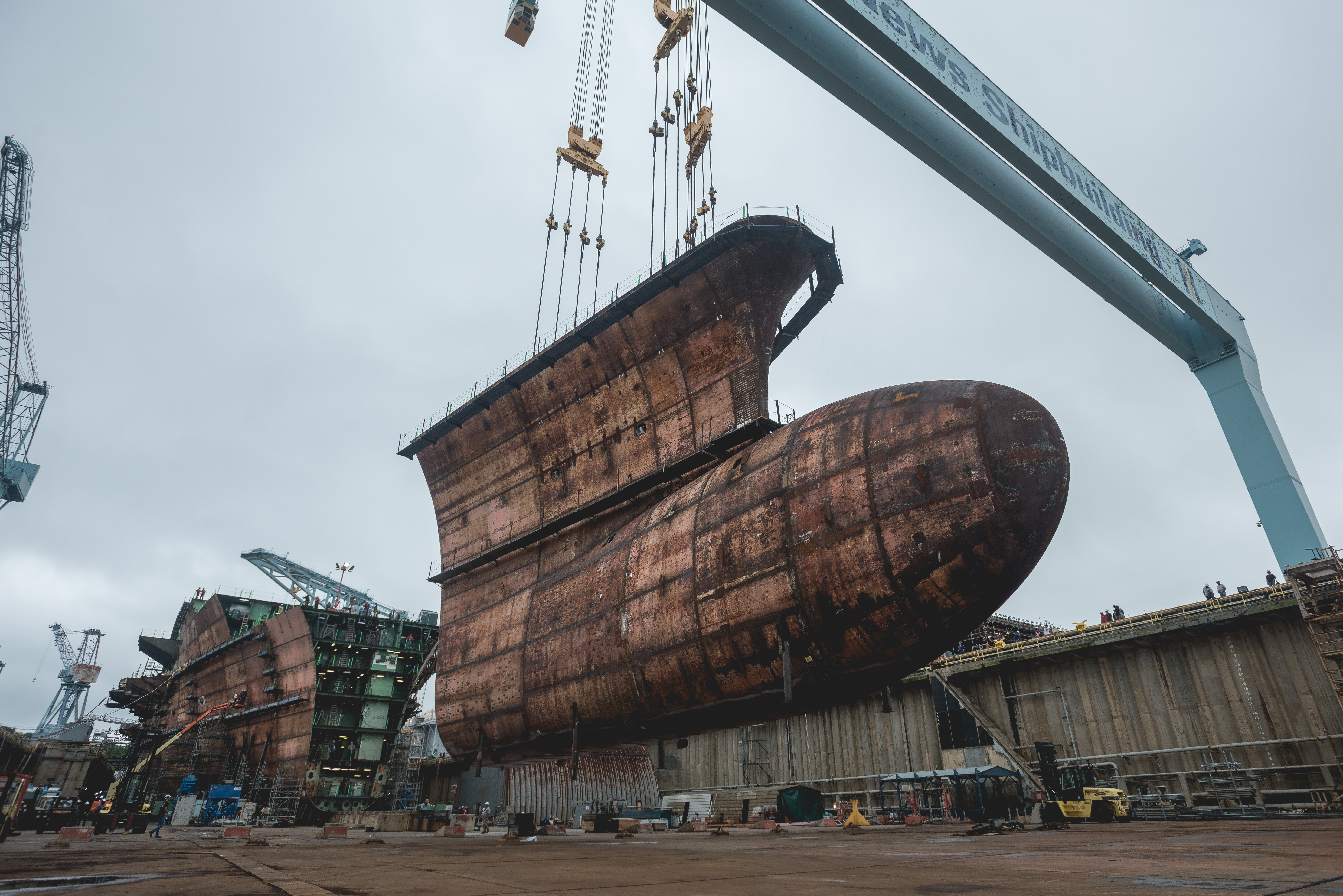
正在組裝船艏的甘迺迪號(CVN-79)

包括一號艦福特號在內的所有福特級航空母艦皆將由位於維吉尼亞州紐波特紐斯的诺斯洛普·格鲁门紐波特紐斯（Northrop Grumman Newport News，NGNN，其前身為紐波特紐斯造船廠）建造，該造船廠是目前美國境內唯一一個擁有補給或建造核動力航空母艦能力的造船廠。參與福特級航空母艦設計/建造計畫的廠商，表列如下：
- 設計/建造：诺斯洛普·格鲁门紐波特紐斯
- 艦身設計：電動船舶公司（Electric Boat）
- 核能反應爐設計：贝蒂斯原子动力研究所（Bettis Atomic Power Laboratory）
- 電磁飛機彈射系統（EMALS）與先進攔截索（AAG）：通用原子（General Atomics）
- 作戰系統整合：雷神（Raytheon）
- 主推進單元：通用电气（General Electric）
- 主發電機：諾斯洛普·格魯門海洋系統（英语：Northrop Grumman Electronic Systems）（Northrop Grumman Marine Systems）
- 升降機：聯邦設備公司（Federal Equipment Company）

## 測試
為了確認一些將會應用在福特級上的新開發設備能夠穩定運作，美國海軍航空隊在位於紐澤西州的雷克赫斯特海軍支援設施（NSA Lakehurst）進行新型電磁飛機彈射器（EMALS）與先進攔截索（AAG）的測試，但測試結果卻不甚穩定。在一份2014年4月由美國國防部提供給國會的報告書中，提及在1,967次的EMAL測試中，發生201次的責任故障。經換算如果這套設備被實際上裝置在船艦上使用的話，其平均嚴重故障間隔（Mean Cycles Between Critical Failure）為240次，也就是每發射240架次的飛機會發生一次嚴重故障，超過原本預期標準的5倍。
除了EMALS外，AAG在測試中也呈現了不穩定的結果，在71次攔截測試中發生9次責任失敗。根據換算如果是使用在艦上，其平均操作任務故障間隔（Mean Cycles Between Operational Mission Failure）約為20次，故障風險超過原本設計預期的248倍。
針對EMALS和AAG的不穩定狀況報告書要求開發單位持續進行改良並繼續高頻率的測試，以確保計畫進度能趕得上航空母艦的建造進度。
美國國防部推測，尼米茲號上的艦載機每日出動架次為120次，福特號預計則為每日160次。

## 造艦規劃

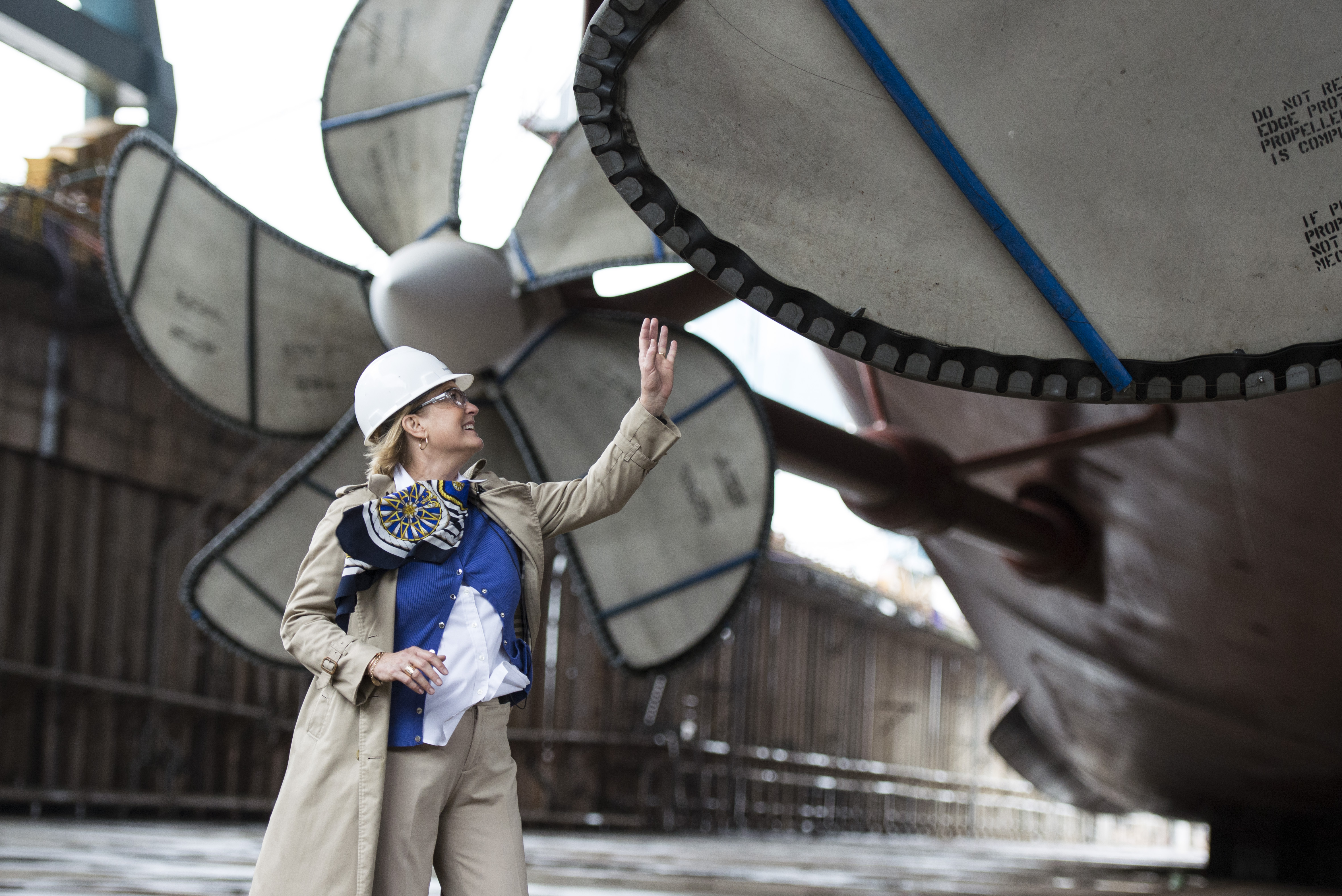
福特級一號艦福特號的擲瓶人、前總統福特的女兒蘇珊·福特在福特號下水前巡視船塢。

目前已經編入計畫的福特級航艦有四艘，艦體編號分別為CVN-78、CVN-79、CVN-80及CVN-81 。
美國海軍於2007年1月16日宣布，預計建造的首艘新一代核動力航空母艦正式命名為傑拉德·福特號（USS Gerald R. Ford, CVN 78），以紀念在2006年12月26日晚間去世，曾服役於美國海軍的美國前總統傑拉德·福特。福特号在2007年起开始建造，並在2013年10月11日於船塢下水。福特號在11月9日舉行擲瓶典禮由福特的女兒蘇珊主持。屆時福特號將可填補企業號（USS Enterprise CVN-65）退役後的空缺。2017年4月8日以自身動力首次出海試航。
二號艦CVN-79已在2011年2月25日动工，美國海軍于该年5月29日将其命名為甘迺迪號，紀念曾服役於美國海軍的甘迺迪總統。2019年12月7日，甘迺迪號舉行擲瓶典禮，由甘迺迪的女兒卡羅琳·肯尼迪主持。
因應企業號航空母艦 (CVN-65)於2012年12月1日退役，美國海軍部宣布三號艦CVN-80將襲用該艦艦名。
2020年1月19日，美國海軍宣布計劃將四號艦命名為多里斯·米勒號（USS Doris Miller (CVN-81)），以紀念珍珠港事件中首位獲得美國海軍十字勳章的非裔美國人多里斯·米勒。

## 後續艦計劃和潛在日期
2016年12月，海軍發布了一個強制級目標，用於實現和維護355艘船舶，其中包括12艘航空母艦（不少於11艘）。這是自2002-2004海軍軍力目標確立以來，第一次要求12艘（而不是11艘且不少於10艘）航母的海軍部隊目標。
考慮到新建航母所需的時間以及現有航母的預定退役日期，將航母力量從11艘增加到12艘需要花費一些時間。根據海軍2020財年的三十年造船計劃（FY2020-FY2049），在2028財年採購完CVN-82（尚未命名）後，航母採購周期將從5年轉變為4年，12艘航母將在2060年持續實現。

## 同級艦
| 舰名            | 舷號   | 造船廠           | 切割第一塊鋼板時間 | 簽約時間      | 龍骨安放时间   | 下水时间       | 服役时间      | 舰徽 | 母港                     | 所屬艦隊   | 圖片 | 現況     | 計畫取代                  |
| --------------- | ------ | ---------------- | ------------------ | ------------- | -------------- | -------------- | ------------- | ---- | ------------------------ | ---------- | ---- | -------- | ------------------------- |
| 傑拉德·R·福特號 | CVN-78 | 紐波特紐斯造船廠 | 2005年8月11日      | 2008年9月10日 | 2009年11月13日 | 2013年10月11日 | 2017年7月22日 |      | 弗吉尼亚州诺福克海军基地 | 大西洋艦隊 |      | 現役     | 企業號（CVN-65）          |
| 約翰·F·甘迺迪號 | CVN-79 | 紐波特紐斯造船廠 | 2011年2月25日      | 2015年6月5日  | 2015年8月22日  | 2019年12月16日 | 預計2027年3月 |      |                          |            |      | 已下水   | 尼米茲號（CVN-68）        |
| 企業號          | CVN-80 | 紐波特紐斯造船廠 | 2017年8月24日      | 2016年5月23日 | 2022年4月5日   | 預計2025年11月 | 預計2028年3月 |      |                          |            |      | 建造中   | 艾森豪威尔號（CVN-69）    |
| 多里斯·米勒號   | CVN-81 | 紐波特紐斯造船廠 | 2021年8月25日      | 2019年1月31日 | 預計2026年1月  | 預計2029年10月 | 預計2032年    |      |                          |            |      | 準備開建 | 卡爾·文森號（CVN-70）     |
| 威廉·J·克林頓號 | CVN-82 | 紐波特紐斯造船廠 | 2023年             | 2019年        | 預計2027年     | 預計2032年     | 預計2036年    |      |                          |            |      | 計畫中   | 西奧多·羅斯福號（CVN-71） |
| 喬治·W·布殊號   | CVN-83 | 待定             | 待定               | 待定          | 待定           | 待定           | 待定          |      |                          |            |      | 計畫中   |                           |

## 外部連結
- Aircraft Carriers – CVN （页面存档备份，存于） – US Navy Fact File
- Design & Preparations Continue for the USA's New CVN-21 Super-Carrier (updated)（页面存档备份，存于）, Defense Industry Daily. Provides an extensive briefing re: the new ship class, and adds entries for many of the contracts under this program.
- Gerald R. Ford Class (CVN-78) Aircraft Carrier on Navy Recognition site （页面存档备份，存于）